# Петровское (Лискинский район)
Петро́вское — село в Лискинском районе Воронежской области.
Административный центр Петровского сельского поселения.

## Население
| 1859 | 1897 | 2010 |
| ---- | ---- | ---- |
| 535  | ↗600 | ↘573 |

## Улицы
- ул. 40 лет Октября,
- ул. Молодёжная,
- ул. Первомайская,
- ул. Садовая,
- ул. Школьная.